# No sabe/no contesta
NS/NC es una abreviatura que significa no sabe/no contesta, esta expresión también es conocida como NS/NR que significa no sabe/no responde, o como NS/NO que significa no sabe/no opina. Este término o sus siglas son empleados en encuestas. NS indica que la persona preguntada le dijo al encuestador que no sabía la respuesta a la pregunta en cuestión. NC o NR significa que el interrogado no contestó a la pregunta considerada, bien por no entenderla, no querer contestarla o por otros motivos no especificados.
- Datos: Q3337550